# Thylacomyidae
Famille
Les Thylacomyidae sont une famille de mammifères marsupiaux.

## Liste des genres et espèces
Selon ITIS:
- genre Macrotis Reid, 1837
  - Macrotis lagotis (Reid, 1837) - bilbi
  - Macrotis leucura (Thomas, 1887)- petit bilbi